# Anna Sedoïkina
Anna Sergueïevna Sedoïkina (russe : Анна Сергеевна Седойкина, née le 1er août 1984 à Volgograd, est une joueuse internationale russe de handball évoluant au poste de gardienne de but.

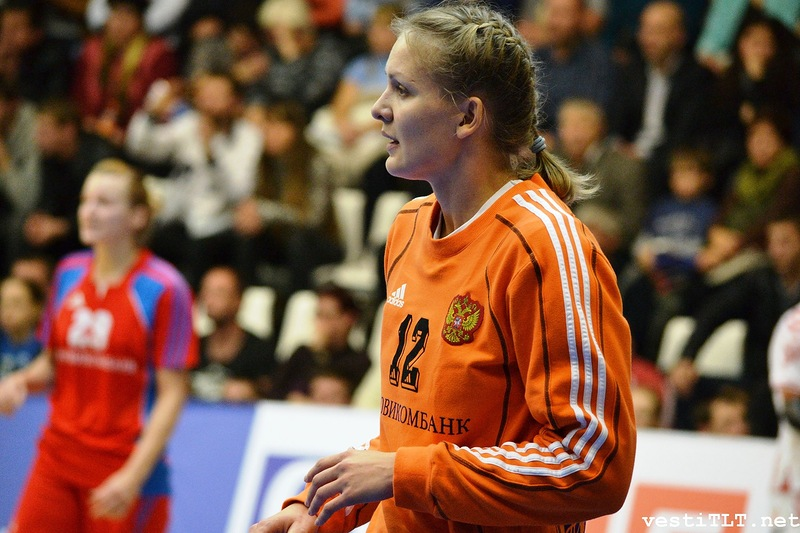
Anna Sedoïkina en 2011.

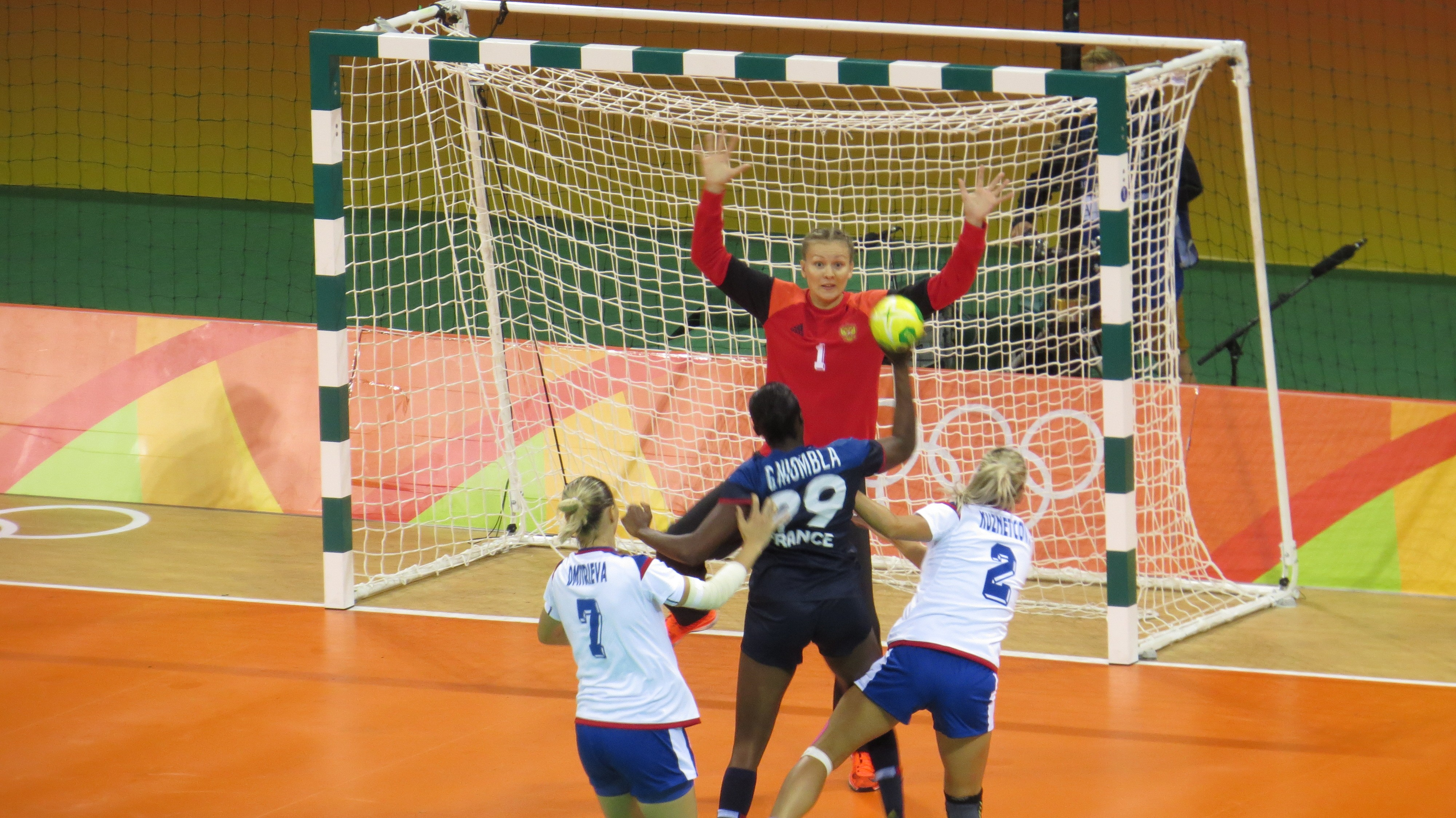
Anna Sedoïkina lors de la finale des Jeux olympiques 2016 face à Gnonsiane Niombla.

## Palmarès

### Club
compétitions internationales
- vainqueur de la coupe de l'EHF (C3) en 2017 (avec Rostov-Don)
- finaliste de la Ligue des champions (C1) en 2019 (avec Rostov-Don)

compétitions nationales
- championne de Russie en 2017, 2018, 2019, 2020(avec Rostov-Don) et 2021
- vainqueur de la coupe de Russie en 2017, 2018 et 2019 (avec Rostov-Don)

### Sélection
Jeux olympiques
- 8e place aux Jeux olympiques 2012
- médaillée d'or aux Jeux olympiques 2016
- Médaille d'argent aux Jeux olympiques de 2020

Championnats du monde
- médaillée d'or au Championnat du monde 2009
- 6e place au championnat du monde 2011
- 5e place au championnat du monde 2015
- médaillée de bronze au championnat du monde 2019

Championnats d'Europe
- troisième au Championnat d'Europe 2008
- 7e place au championnat d'Europe 2010
- 14e place au championnat d'Europe 2014
- finaliste au championnat d'Europe 2018
- 5e place au championnat d'Europe 2020

autres
- vainqueur du championnat du monde junior en 2003